# Kaliakair

Kaliakair är en stad vid floden Bongshai i centrala Bangladesh, och tillhör Dhakaprovinsen. Folkmängden uppgick till 157 162 invånare 2011, med förorter 213 061 invånare. Det anses att stadens namn kommer från namnet på en stor orm, Kalia Nag, som bodde i en damm (pukair på bengaliska) på platsen. Kaliakair blev en egen kommun 2001.